# Benet
Benet – miejscowość i gmina we Francji, w regionie Kraj Loary, w departamencie Wandea.
Według danych na rok 1990 gminę zamieszkiwały 3224 osoby, a gęstość zaludnienia wynosiła 64 osób/km² (wśród 1504 gmin Kraju Loary Benet plasuje się na 145. miejscu pod względem liczby ludności, natomiast pod względem powierzchni na miejscu 69.).